# روسكو روبنسون جونيور
روسكو روبنسون جونيور (بالإنجليزية: Roscoe Robinson, Jr.)‏ هو عسكري أمريكي، ولد في 11 أكتوبر 1928 في سانت لويس في الولايات المتحدة، وتوفي في 22 يوليو 1993.